# جزر أميرالية
الجزر الأميرالية هي مجموعة جزر أرخبيلية مكونة من 18 جزيرة في أرخبيل بسمارك، إلى الشمال من غينيا الجديدة في جنوب المحيط الهادئ. وتسمى هذه في بعض الأحيان جزر المانوس ، بعد جزيرة مانوس الكبيرة.
تشكل هذه الجزر المغطاة بالغابات المطيرة جزءًا من مقاطعة مانوس، وهي أصغر وأقل مقاطعات بابوا غينيا الجديدة من حيث عدد السكان. تبلغ مساحتها الإجمالية 2100 كم 2 (810 ميل مربع). العديد من جزر الأميرالية هي جزر مرجانية وغير مأهولة.